# Macomades
Macomades (łac. Diocesis Macomadensis) – stolica historycznej diecezji we Cesarstwie rzymskim w prowincji Numidia zlikwidowana w VII w. podczas ekspansji islamskiej, współcześnie w północnej Algierii. Obecnie katolickie biskupstwo tytularne. 

## Biskupi tytularni
| Lp. | Biskup                  | Funkcja                                  | Od              | Do                |
| --- | ----------------------- | ---------------------------------------- | --------------- | ----------------- |
| 1   | Florentino Armas Lerena | biskup-prałat Chota (Peru)               | 8 kwietnia 1967 | 25 listopada 1979 |
| 2   | Ricardo Watty Urquidi   | biskup pomocniczy Miasta Meksyk (Meksyk) | 27 maja 1980    | 6 listopada 1989  |
| 3   | Francisco Clavel Gil    | biskup pomocniczy Miasta Meksyk (Meksyk) | 27 czerwca 2001 |                   |